# Milton (Vermont)
Milton è un comune degli Stati Uniti d'America, nella contea di Chittenden, nello Stato del Vermont. La popolazione era di 9.479 abitanti nel censimento del 2000, passati a 10.539 nel 2007.